# Eufriesea faceta
Eufriesea faceta là một loài Hymenoptera trong họ Apidae. Loài này được Moure mô tả khoa học năm 1999.